# Machines (Or 'Back To Humans')
Machines (Or 'Back To Humans') (Máquinas (O «Vuelta a Los Humanos») es una canción y es la quinta pista del álbum The Works de 1984, compuesta y escrita por Brian May y Roger Taylor, guitarrista y baterista de la banda de rock inglesa británica Queen.

## Historia
La quinta canción de The Works, "Machines (or 'Back to Humans')", surgió como una idea de Taylor, y May colaboró con él y la terminó. El productor Reinhold Mack programó la «sentidemolición» del sintetizador usando un Fairlight CMI II Sampler, y la canción es cantada como un dueto (con Freddie cantando en armonía consigo mismo, a doble pista) y todas las voces son cantadas por los tres vocalistas del grupo, incluidos Mercury y May cantando en armonía, y Roger con voz robótica interpretando las voces robóticas usando gracias a un Roland VP330 Vocoder. La remezcla o el remix instrumental de la canción contiene y muestra partes de Ogre Battle, Flash y Goin' Back. Este tema, junto a Radio Ga Ga, tiene uno y son algunos de los usos más importantes y pesados de la electrónica en el álbum en la historia del grupo.
La canción se usó como lado B del sencillo de I Want To Break Free.

## Actuaciones en vivo
Nunca fue tocada esta canción en vivo en ningún concierto ni gira por Queen. Sin embargo, algunas partes de la grabación y un par de acordes se pueden escuchar en las overturas del The Works Tour.

## Créditos
- Escrita por: Brian May y Roger Taylor
- Producida por: Queen y Mack
- Músicos:
- Freddie Mercury: voz líder y coros
- Brian May: guitarra eléctrica, sintetizador, coro
- John Deacon: bajo
- Roger Taylor: batería, batería eléctrica, caja de ritmos, sintetizador, Vocoder
- Mack: Demolition Fairlight sampler

- Datos: Q97597691